# Зандеснебен
Зандеснебен (њем. Sandesneben) општина је у њемачкој савезној држави Шлезвиг-Холштајн. Једно је од 131 општинског средишта округа Херцогтум Лауенбург. Према процјени из 2010. у општини је живјело 1.645 становника. Посједује регионалну шифру (AGS) 1053108.

## Географски и демографски подаци
Зандеснебен се налази у савезној држави Шлезвиг-Холштајн у округу Херцогтум Лауенбург. Општина се налази на надморској висини од 49 метара. Површина општине износи 6,1 km². У самом мјесту је, према процјени из 2010. године, живјело 1.645 становника. Просјечна густина становништва износи 268 становника/km².